# 托諾河

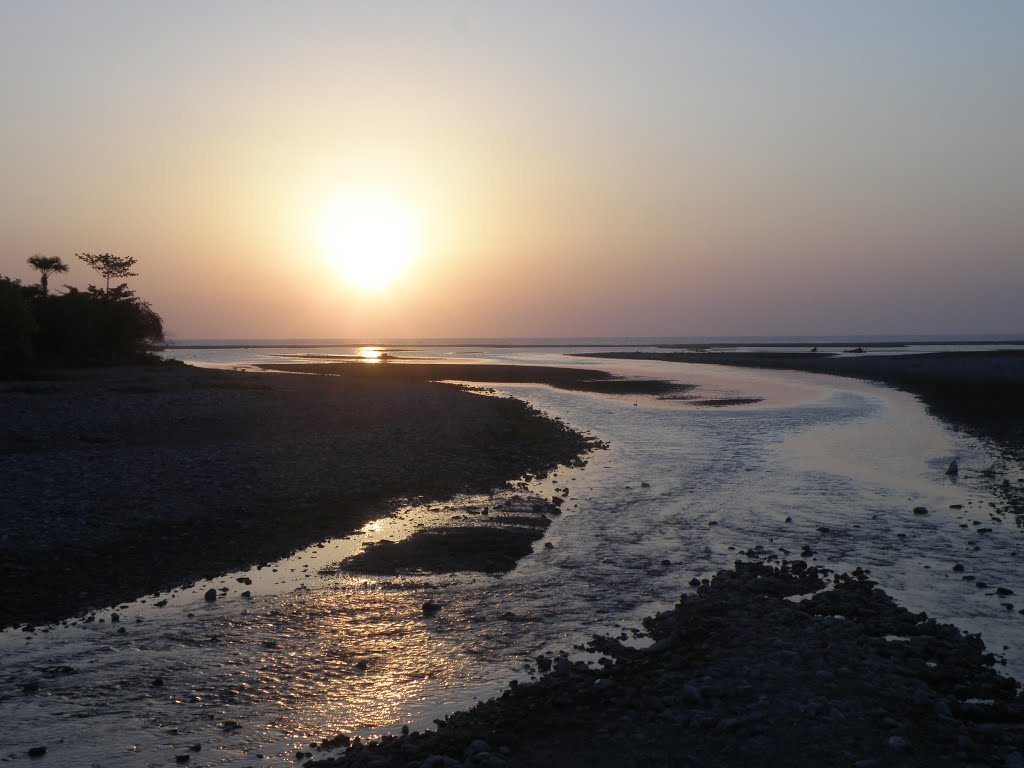
托諾河口

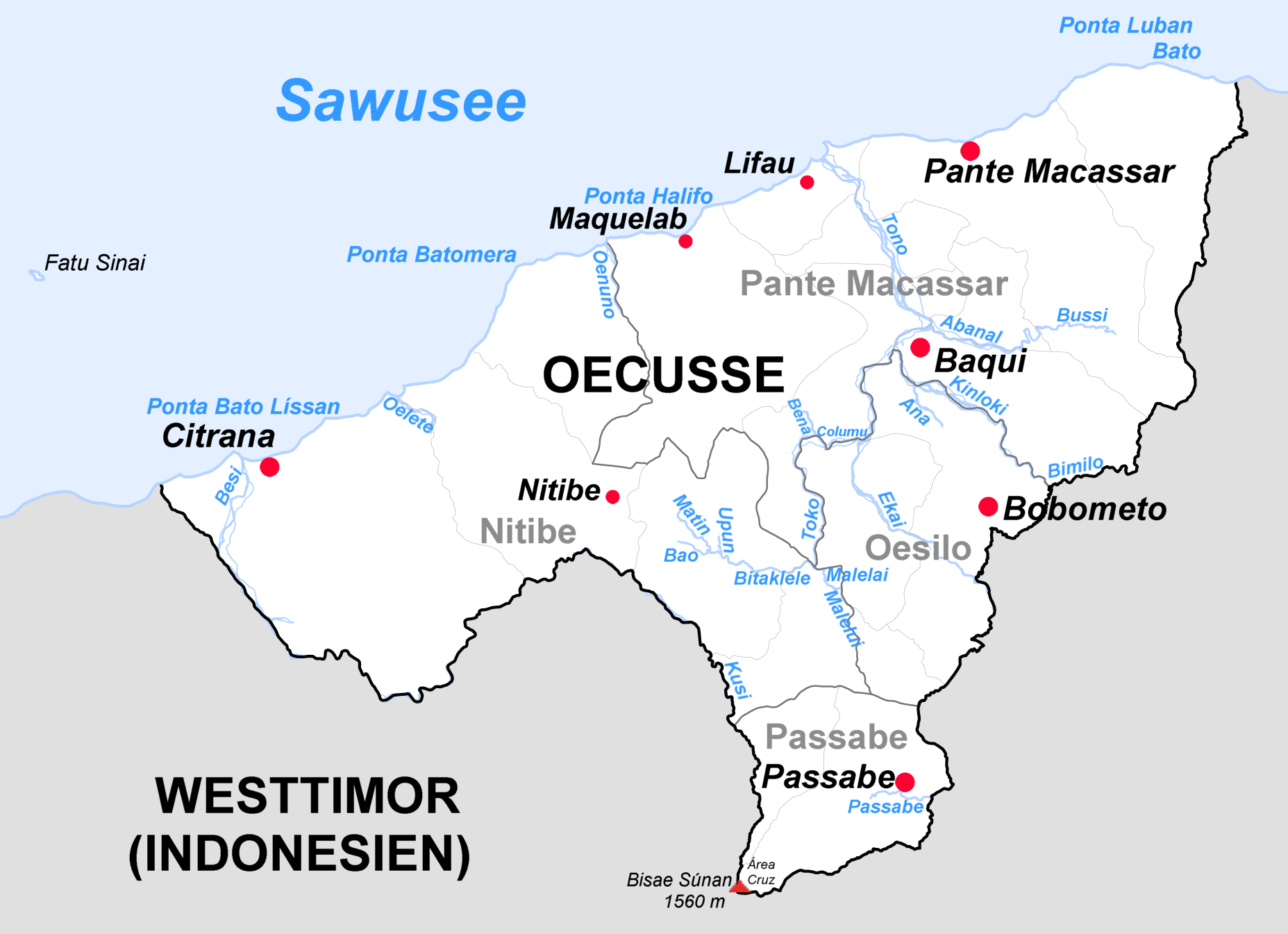

托諾河（Tono River），是東帝汶飛地歐庫西區的主要河流。該河向北流，經過全縣的中心地帶後，於黎法奧附近注入薩武海。流域範圍是歐庫西縣的主要稻米產區。